# Xã East Ozark, Quận Webster, Missouri
Xã East Ozark (tiếng Anh: East Ozark Township) là một xã thuộc quận Webster, tiểu bang Missouri, Hoa Kỳ. Năm 2010, dân số của xã này là 2.652 người.